# Christian Yelich
Christian Yelich (5. prosinca 1991.) američki je igrač bejzbola srpskoga podrijetla. Debitirao je 2013. godine. Trenutačno nastupa za klub Milwake Brewers na poziciji outfieldera. 
Za svoja postignuća na poziciji outfieldera 2014. godine osvojio je jednu od najprestižnijih bejzbolskih nagrada Rawlings Gold Glove.

## Privatni život
Rođen je kao dijete srpskih imigranata iz Trebinja, a pohađao je srednju školu West Lake High School u kalifornijskom gradu Thousand Oaks. Njegov djed Risto Jelić u SAD je otišao 1904. godine. Christian je kršten u Srpskoj pravoslavnoj crkvi u SAD kao Risto (pradjedovo ime) Šćepan (djedovo ime) Jelić.